# Sascha Nölke
Sascha Nölke (* 10. Oktober 1978 in Eschwege) ist ein Fernseh- und Filmeditor aus Köln.

## Leben
Nölke arbeitet seit 2009 als freiberuflicher Editor und Schnittrealisator für namhafte Produktionsfirmen, wie Banijay Germany, RTL Studios, BBC Germany, itv studios, UFA, u. a. Sein Hauptarbeitseinsatz ist in Köln. Aber auch internationale Produktionsorte, wie Teneriffa und Australien.
Von 2004 bis 2009 war er als Mediengestalter bei Polar Film angestellt und arbeitete an über 20 Dokumentarfilmen, sowohl als Kameramann, als auch als Head-Editor mit.
2008 hatte seine erste selbst produzierte Dokumentation, bei der er auch Regie führte, Zimbl - a real cool time Weltpremiere. Sie handelt über Markus Zimmer, den 2006 verstorbenen Frontmann und Sänger der Punkband The Bates.
Zudem ist Nölke Musiker. So steuerte er als Sanoé einige Songs zur eigenen Dokumentation bei. Aber auch seine Coverversion "It's me again* von The Bates für den The Bates-Tributsampler "What you leave behind" (Wolverine Records). Seine Version ist ausschließlich bei Spotify abrufbar und wurde nicht auf Vinyl veröffentlicht.
Als Sänger ist er unter dem Alias Sascha Schampus bei der Punk'n'Schlagerband Kommando Butterfahrt tätig.
Seit 2023 betreibt er als Co-Host den Podcast "Mach dunkel Mäuschen - der Bates Podcast".

## Filmografie (Auswahl)

### Regie
- 2008: Zimbl - a real cool time
- 2009: Expedition Stahl

### Filmeditor
- 2005: Mustafa Kemal Atatürk: Vom Revolutionär zum Staatsmann
- 2013–2023: Promi Big Brother, Sat.1 + RTL
- 2017–2020: Deutscher Comedypreis, Sat.1
- 2017–2019: PussyTerrorTV, Das Erste (WDR)
- 2012–2021: Ich bin ein Star – Holt mich hier raus!, 10 Folgen
- 2013: Wild Girls – Auf High Heels durch Afrika
- 2021: Ex on the Beach, RTL+
- 2021: Celebrity Hunted, Amazon Prime Video
- 2022–2023: Das Sommerhaus der Stars – Kampf der Promipaare
- 2023: Das große Promi-Büßen
- 2024: Good Luck Guys, Joyn
- 2024: Are you the one?, RTL+